# Греда (МСС)
ИСС Греда чини кичму Међународне свемирске станице, са носачима за логистичке носаче који нису под притиском, радијаторе, соларне панеле и другу опрему.